# NGC 1376
NGC 1376 (другие обозначения — MCG -1-10-11, IRAS03346-0512, PGC 13352) — спиральная галактика (Sc) в созвездии Эридан.
Этот объект входит в число перечисленных в оригинальной редакции «Нового общего каталога».
В галактике вспыхнула сверхновая SN 2003lo типа IIn, её пиковая видимая звездная величина составила 17,2.
В галактике вспыхнула сверхновая SN 2011dx типа Ia, её пиковая видимая звездная величина составила 16,5.
Галактика NGC 1376 входит в состав группы галактик NGC 1417. Помимо NGC 1376 в группу также входят ещё 12 галактик.